# Mazus fauriei
Mazus fauriei är en tvåhjärtbladig växtart som beskrevs av Bonati. Mazus fauriei ingår i släktet Mazus och familjen Mazaceae. Inga underarter finns listade i Catalogue of Life.